# Grammostola pulchripes
Grammostola aureostriata  (лат.) вид пауков из семейства  паук-птицееда. Был описан в 1891 году Эженом Симоном под названием Eurypelma pulchripes. Достигает в длину 8-9 см и отличается более высокой скоростью роста по сравнению с другими представителями рода Grammostola. Ядовит. Входит в десятку самых крупных пауков мира. 

## Распространение
В дикой природе его можно встретить в Аргентине и Парагвае.

## Внешний вид
Крупный паук длиной около 50–80 мм. Колени и голени с золотисто-желтыми полосами. Передние и заднелатеральные поверхности ног и внутренняя поверхность верхних челюстей в гладких щетинках. На вершине голени имеется отросток с двумя ветвями, на передней ветви имеется дополнительный отросток и небольшой шип, а на вершине задней ветви два маленьких шипика.